# Brown, Boveri & Cie.
Brown, Boveri & Cie. (BBC) byl švýcarský elektrotechnický koncern se sídlem v Badenu. Založili jej roku 1891 Charles Brown a Walter Boveri. Již na přelomu 19. a 20. století se stal předním světovým výrobcem elektrických strojů, turbín a elektrických částí lokomotiv. V únoru 1988 fúzoval se švédskou firmou ASEA do koncernu ABB.